# Storia degli Emirati Arabi Uniti

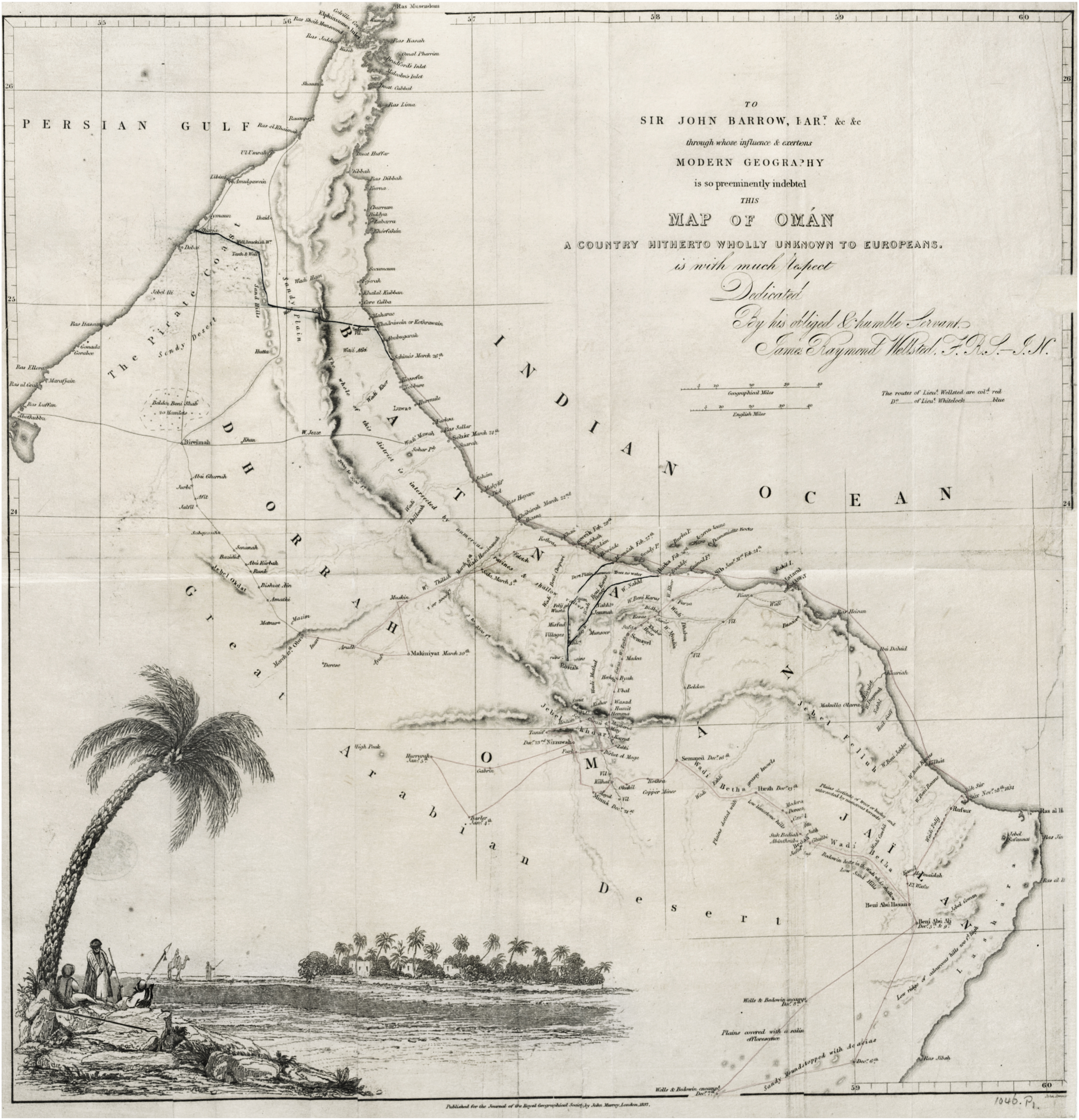
Mappa del 1838 dell'attuale Oman, mostra la costa dei pirati

Gli Emirati Arabi Uniti sono stati costituiti da gruppi tribali arabi, organizzati in sceiccati, lungo la costa meridionale del Golfo Persico e la costa nord-occidentale del Golfo di Oman.

## Storia antica

### Antichi insediamenti negli Emirati Arabi Uniti
| Insediamento    | Emirato (moderno)     | Periodo          | Note |
| --------------- | --------------------- | ---------------- | --- |
| Al-Ashoosh      | Dubai                 | 2500–2000 BCE    | Sito di Umm Al Nar senza sepolture |
| Al Madam        | Sharjah               | 1100–300 BCE     | Aflaj dell'età del ferro |
| Al Sufouh       | Dubai                 | 2500–2000 BCE    | Sito di Umm Al Nar con tomba |
| Bidaa bint Saud | Abu Dhabi             | 3200–2600 BCE    | Sepolture del periodo Hafit e dell'età del ferro                                                                                               |
| Bithnah         | Fujairah              | 2000–300 BCE     | Sepolture cultura Wadi Suq e petroglifi dell'età del ferro                                                                                     |
| Ed-Dur          | Umm Al Quwain         | 5300 BCE–300 CE  | Importante città/antico insediamento che abbraccia il periodo Ubeid da Umm Al Nar, Wadi Suq fino all'età del ferro e pre-islamica              |
| Hili            | Abu Dhabi             | 3200–2600 BCE    | Tombe dei periodi Hafit e Umm Al Nar |
| Jebel Buhais    | Sharjah               | 5000–1300 BCE    | Necropoli con sepolture delle età della pietra, bronzo, ferro ed ellenistica                                                                   |
| Jebel Faya      | Sharjah               | 125,000 BCE      | Reperti neolitici, paleolitici, della pietra e dell'età del bronzo (vedi Mleiha)                                                               |
| Jebel Hafeet    | Abu Dhabi             | 3200-2600 BC     | Sito che a dato il nome al periodo Hafit, grandi tombe ad alveare, alcune ricostruite                                                          |
| Jumayra         | Dubai                 |                  | Connesso alla regione storica di Tawam. |
| Kalba           | Sharjah               | 2500–1300 BCE    | Insediamento di Umm Al Nar |
| Masafi          | Ras Al Khaimah        | 1300–300 BCE     | Reperti dell'età del ferro |
| Mleiha          | Sharjah               | 5300–300 BCE     | Insediamenti con reperti periodo Ubaid, Hafit, Umm Al Nar, Wadi Suq e dall'età del ferro fino al periodo ellenistico e ai periodi pre-islamici |
| Muweilah        | Sharjah               | 1100–600 BCE     | Insediamenti dell'età del ferro |
| Qattara Oasis   | Abu Dhabi             | 1800–1500 BCE    | Insediamento dell'età del Bronzo e del Ferro                                                                                                   |
| Rumailah        | Abu Dhabi             | 2000–1000 BCE    | Insediamenti periodo Umm Al Nar fino all'età del ferro                                                                                         |
| Saruq Al Hadid  | Dubai                 | 2600 BCE–1000 CE | Occupato sin dal periodo Umm Al Nar, importante centro metallurgico dell'età del ferro                                                         |
| Seih Al Harf    | Ras Al Khaimah        | 2000–1300 BCE    | Grande sito di sepoltura del periodo Wadi Suq                                                                                                  |
| Shimal          | Ras Al Khaimah        | 2500–1300 BCE    | Sepolture dei periodi Umm Al Nar/Wadi Suq |
| Tell Abraq      | Umm Al Quwain/Sharjah | 2500–400 BCE     | Importante insediamento che abbraccia periodi Umm Al Nar, Wadi Suq e l'età del ferro                                                           |
| Thuqeibah       | Sharjah               | 1100–400 BCE     | Insediamento dell'età del Ferro II e III |
| Umm Al-Nar      | Abu Dhabi             | 2600–2000 BCE    | Sito con sepolture e insediamenti definirono il periodo di Umm Al Nar                                                                          |

## Avvento dell'Islam
L'arrivo di inviati del profeta Maometto nel 630 segnò la conversione di popoli della regione verso la fede islamica. Dopo la morte di Maometto, una grande battaglia fu combattuta a Dibba causando la sconfitta dei non-musulmani e il trionfo dell'Islam nella penisola arabica.
Nel 637, Julfar (oggi Ras al-Khaimah) fu utilizzata come base militare per la conquista dell'Iran.

## Il controllo portoghese
L'espansione portoghese nell'Oceano Indiano arrivò sulle Coste del Golfo Persico nei primi anni del XV secolo grazie all'esploratore Vasco da Gama, aiutato da Ahmad Ibn Majid. I portoghesi controllarono l'area per 150 anni durante i quali costruirono insediamenti lungo la costa per proteggere la propria area di influenza.

## Il dominio ottomano e britannico
Durante il XVII secolo, alcune parti di territorio passarono sotto l'influenza diretta dell'Impero ottomano. Il dominio ottomano fu incontrastato fino al XIX secolo quando subentrò l'Impero britannico. Spedizioni britanniche furono inviate per proteggere le navi indiane dai razziatori e dai pirati della regione (la costa degli Emirati Arabi Uniti era chiamata "Costa dei Pirati"), mentre nel 1819 furono condotte campagne contro altri porti lungo la costa degli Emirati. L'anno successivo, un trattato di pace fu firmato tra gli sceicchi della costa ed i britannici. Le incursioni continuarono ad intermittenza fino al 1835, quando gli sceicchi convennero di non intraprendere ostilità in mare. Nel 1853, firmarono un trattato con il Regno Unito, secondo il quale gli sceicchi si impegnavano a stabilire una "tregua marittima perpetua".

## Il trattato del 1892

La bandiera degli Stati della tregua

In reazione alle ambizioni degli altri paesi europei, il Regno Unito e gli sceiccati della Tregua stabilirono vincoli più stretti in un trattato di 1892, simile ai trattati stipulati dal Regno Unito con gli altri principati del Golfo Persico. Gli sceicchi convennero di non disporre di un territorio se non per il Regno Unito e di non entrare in relazione diplomatica con qualsiasi governo straniero diverso dal Regno Unito. In cambio, il britannico promise di proteggere la costa da ogni aggressione.

## L'ascesa e la caduta dell'industria delle perle

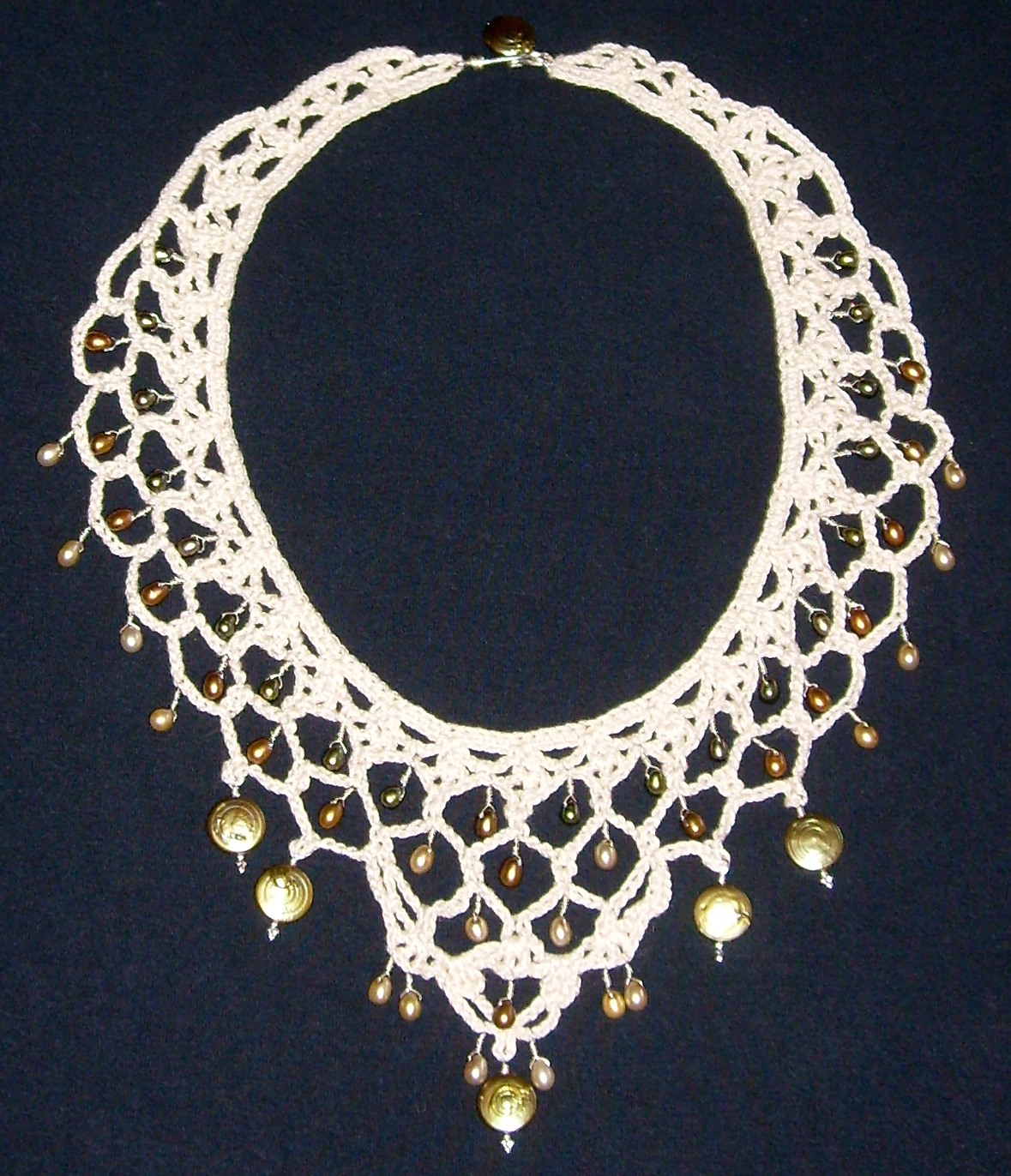
Il commercio delle perle fu un'importante fonte di guadagno per gli Emirati.

Nel corso dei secoli XIX e XX, l'industria delle perle prosperò, fornendo sia reddito che occupazione alle popolazioni del Golfo Persico. La prima guerra mondiale ha avuto un forte impatto sulla pesca delle perle, ma fu la depressione economica della fine degli anni '20 e dei primi anni '30, insieme all'invenzione giapponese della coltura delle perle, a compromettere il settore. L'industria si arrestò poco dopo la seconda guerra mondiale, quando il governo indiano impose una pesante tassazione sulle perle importate dagli Stati arabi del Golfo Persico. Il declino della pesca delle perle trascinò l'economia del Golfo Persico in un'epoca molto difficile, con poche possibilità di costruire qualsiasi infrastruttura.

## L'inizio dell'era del petrolio

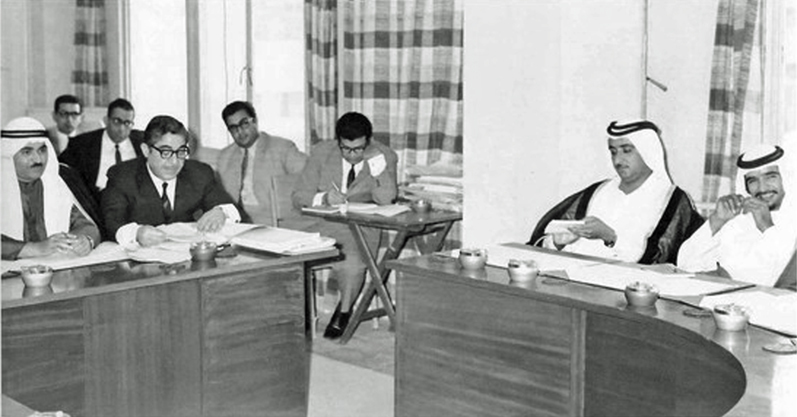
Incontro tra i Britannici e gli Emiri degli EAU.

Le prime trivellazioni esplorative iniziarono intorno al 1930. Solo nel 1962 fu esportato il primo carico di greggio, proveniente da Abu Dhabi (dove si trova il 90% delle riserve petrolifere). I ricavi del petrolio aumentarono nel corso del tempo e grazie ai suoi proventi il Sovrano di Abu Dhabi, lo sceicco Zayed bin Sultan Al Nahyan, intraprese un massiccio programma di costruzione di scuole, abitazioni, ospedali e strade. Quando anche Dubai avviò le esportazioni di petrolio nel 1969, lo sceicco Rashid bin Saeed Al Maktoum, sovrano di Dubai, utilizzò i proventi del petrolio per migliorare la qualità della vita del suo popolo. Anche a Sharjah e ad Ras al-Khaimah sono presenti piccole quantità di idrocarburi. Si stima siano presenti riserve per più di 100 anni

## Le controversie di confine

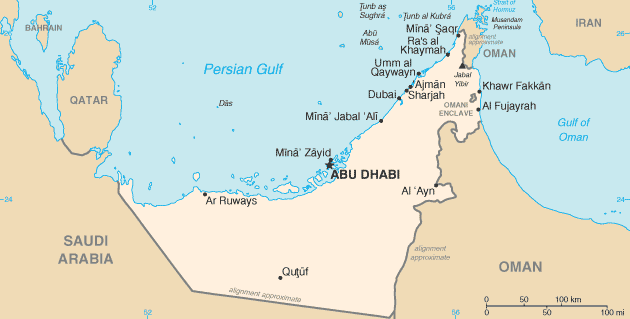
I confini "incerti" degli EAU.

Nel 1955, il Regno Unito si schierò con Abu Dhabi in contrasto con l'Oman per i confini a sud.
Un accordo del 1974 tra Abu Dhabi e l'Arabia Saudita pose le basi per risolvere la controversia del confine saudita-emiratino. Tale accordo, tuttavia, deve ancora essere ratificato. Il confine con l'Oman rimane ufficialmente non regolato, ma i due governi hanno convenuto di delineare il confine nel maggio 1999. Il confine con l'Oman è stato invece ratificato nel 2008.
L'Iran e gli Emirati Arabi Uniti si disputano le isole Tunb e l'isola di Abu Musa, che l'Iran di fatto comunque occupa fin dall'età pahlavide.

## Sheikh Zayed e l'Unione

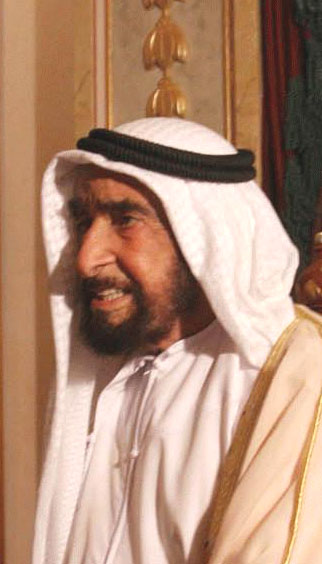
Lo sceicco Sheikh Zayed bin Sultan Al Nahyan.

Nei primi anni '60, le riserve di petrolio furono scoperte nel territorio dell'emirato di Abu Dhabi, un evento che portò la rapida unificazione degli sceiccati. Zayed bin Sultan Al Nahyan divenne sovrano di Abu Dhabi nel 1966: sotto il suo regno, gli inglesi iniziarono a perdere i loro investimenti petroliferi, che vennero rimpiazzati molto presto dalle compagnie petrolifere statunitensi.
Gli sceicchi degli Emirati decisero di formare un consiglio per coordinare le questioni dell'Unione. Formarono il Consiglio degli Stati della Tregua, e nominarono Sheikh Rashid bin Saeed Al Maktoum consulente legale, in qualità di Segretario Generale e Consigliere giuridico del Consiglio. Il Consiglio è stato sciolto una volta che gli Emirati Arabi Uniti furono formati.
Nel 1968, il Regno Unito annunciò la decisione di porre fine al protettorato britannico. I nove (i sette emirati più il Qatar e il Bahrain) tentarono di formare un'unione, ma non ci riuscirono. Il Bahrain diventò indipendente nel mese di agosto mentre il Qatar nel settembre 1971. Nel novembre del 1971,inoltre, avvenne l'episodio della Conquista di Abu Musa e delle Isole Tunb.
I sovrani di Abu Dhabi e Dubai decisero quindi di formare un'unione tra i due emirati, di preparare una costituzione (scritta il 2 dicembre 1971), e quindi di chiamare i governanti degli altri cinque emirati ad una riunione e offrire loro la possibilità di aderire dalla nuova Confederazione.
In data 2 dicembre 1971, presso il Palazzo Guesthouse di Dubai, quattro altri emirati hanno deciso di entrare nei neonati Emirati Arabi Uniti. L'emirato di Ras al-Khaimah si unì dopo il 1971, all'inizio del 1972.

## Dall'Unione ad oggi
Il 6 dicembre 1971 gli Emirati Arabi Uniti aderirono alla Lega Araba e il 9 dicembre aderirono alle Nazioni Unite.
Nel 1981, principalmente in risposta alla minaccia alla sicurezza regionale rappresentata dalla guerra Iran-Iraq (1980-1988), gli Emirati Arabi Uniti si unirono ad Arabia Saudita, Kuwait, Bahrein, Qatar e Oman per formare il Consiglio di cooperazione per gli Stati arabi del Golfo, ora Consiglio di Cooperazione del Golfo (GCC).
Dopo l'11 settembre, con gli attacchi terroristici contro gli Stati Uniti, gli Emirati Arabi Uniti si rivelarono come un importante centro finanziario utilizzato da Al-Qaeda per trasferire il denaro per i dirottatori (due dei dirottatori dell'11/9 erano cittadini degli Emirati Arabi Uniti). La nazione collaborò subito con gli Stati Uniti e applicarono il congelamento dei conti legati a presunti terroristi.
Gli Emirati Arabi Uniti avevano già firmato un accordo militare di difesa con gli Stati Uniti nel 1994 e con la Francia nel 1995.
Gli Emirati Arabi Uniti sostengono le operazioni militari degli Stati Uniti e delle altre nazioni della coalizione che si sono schierate nell'invasione dell'Afghanistan (2001) e dell'Iraq (2003) e appoggia le operazioni contro il terrorismo nel Corno d'Africa. Nel 1990-91 gli Emirati Arabi Uniti inviarono le loro forze armate nel Kuwait durante la Prima Guerra del Golfo.

### Morte degli sceicchi Zayed e Maktoum
Il 2 novembre 2004, il primo sovrano degli Emirati Arabi Uniti, Zayed bin Sultan Al Nahyan, morì. Il suo primogenito, lo sceicco Khalifa bin Zayed Al Nahayan, gli succedette come sovrano di Abu Dhabi. Nel gennaio 2006, lo sceicco Maktoum bin Rashid Al Maktoum, primo ministro degli Emirati Arabi Uniti e sovrano di Dubai, è morto, e il principe ereditario Mohammed bin Rashid Al Maktoum ha assunto entrambi i ruoli.